# Barrage de Çatalan
Le barrage de Çatalan est un barrage de Turquie sur le fleuve Seyhan immédiatement en amont du lac du barrage de Seyhan.

## Sources
- (en) www.dsi.gov.tr/tricold/catalan.htm Site de l'agence gouvernementale turque des travaux hydrauliques